# Alegeri generale în România, 1928
Alegerile generale în România, 1928, au avut loc în luna decembrie a acelui an.
Imediat după accederea PNȚ la șefia guvernului, acesta a organizat alegeri. Listele de candidatură au trebuit depuse la tribunalele județene până la data de 26 noiembrie. Alegerile au fost stabilite a avea loc conform programului: 12 decembrie - Cameră, 15 decembrie - Senat (votul universal), 17 decembrie - senatorii aleși de consiliile comunale, 19 decembrie - senatorii aleși de camerele de industrie, comerț și agricultură.
Alegerile au fost contestate puternic de liberali. Texte precum „Bande organizate în toată regula puse sub conducerea acelora cari „fac“ alegerile, atacă și lovesc la sate cași la orașe, fără nici o măsură de sus, ba dimpotrivă...“ umpleau gazetele afiliate PNL. Pe de altă parte, PNȚ a considerat că „Alegeri în felul acesta nu s'au mai făcut la noi până acum. Pentru întâia oară vedem cu ochii adevărate alegeri libere. Nici un scandal, nici o asuprire, nici un amestec al jandarmeriei.“.
Adevărul a fost undeva pe la mijloc. Liberalii au avut dreptate acuzând PNȚ de folosirea fondurilor bugetare pentru finanțarea propriei lor campanii și pentru desființarea abuzivă a mai multor consilii comunale și județene (de exemplu, decizia desființării consiliilor a 23 de comune din Vlașca a fost apelată și a avut câștig de cauză, însă alegerile nu au fost repetate). Dar și PNȚ a avut oarecum dreptate în privința "libertății și liniștei", fiind mult mai puține altercații decât la alegerile anterioare (Înregistrarea din ziua de 12 decembrie în jurnalul lui Iorga, precum apare în Memorii, este scurtă și edificatoare: „Alegeri fără nicio însuflețire“, similar și pentru 15 decembrie: „Alegeri cu totul moarte pentru Senat.“), deși acestea nu au lipsit, în special în campanie.
Deși nu a participat la alegeri, Partidul Social-Democrat a primit de la PNȚ 9 locuri pe "listele guvernului" atribuite următorilor membri PSD: Ion Flueraș, Iosef Jumanca, Romulus Dan, Eftimie Gherman, Lotar Rădăceanu, Ion Mirescu, Alexandru Lucian, I. Rusnac și I. Pistiner.

## Rezultate oficiale
Adunarea Deputaților
| Partid, grupare sau alianță                                                                   | Total voturi | % (din total) | % (după redistribuire) | Mandate după redistribuire |
| --------------------------------------------------------------------------------------------- | ------------ | ------------- | ---------------------- | -------------------------- |
| Partidul Național-Țărănesc                                                                    | 2.208.922    | 77,76         | 83,13                  | 348                        |
| Partidul Național Liberal                                                                     | 185.939      | 6,55          | 7,00                   | 13                         |
| Partidul Maghiar                                                                              | 172.699      | 6,08          | 4,57                   | 16                         |
| Partidul Țărănesc (Dr. N. Lupu)                                                               | 70.506       | 2,48          | 2,65                   | 5                          |
| Partidul Poporului și Național                                                                | 70.490       | 2,48          | 2,65                   | 5                          |
| Partidele care urmează nu au obținut minimum 2% din voturi și deci nu vor intra în Parlament. |              |               |                        |                            |
| Gruparea Blocului Muncitoresc și Țărănesc                                                     | 38.351       | 1,35          |                        |                            |
| Gruparea Partidului Ligii A.N.C.                                                              | 32.273       | 1,14          |                        |                            |
| Gruparea independentă Prahova (desident liberal)                                              | 3.232        | 0,11          |                        |                            |
| Gruparea independentă Constanța (desident liberal)                                            | 1.439        | 0,05          |                        |                            |
| Gruparea independentă Ismail (desident național țărănesc)                                     | 1.214        | 0,04          |                        |                            |
| Gruparea Sfatul Negustoresc (Olt)                                                             | 877          | 0,03          |                        |                            |
| Gruparea independentă Botoșani (desident liberal)                                             | 588          | 0,01          |                        |                            |
| Gruparea independentă Dolj                                                                    | 205          | 0,01          |                        |                            |
| Gruparea independentă Storojineț                                                              | 200          | 0,01          |                        |                            |
| Gruparea independentă Fălticeni                                                               | 94           | 0,01          |                        |                            |
| Gruparea independentă Gorj                                                                    | 62           | 0,01          |                        |                            |
| Gruparea independentă Gorj                                                                    | 60           | 0,00          |                        |                            |
| Gruparea independentă Gorj                                                                    | 49           | 0,00          |                        |                            |
| Gruparea independentă Tecuci                                                                  | 35           | 0,00          |                        |                            |
| Gruparea independentă Buzău                                                                   | 30           | 0,00          |                        |                            |
| Gruparea independentă Fălticeni                                                               | 29           | 0,00          |                        |                            |
| Gruparea independentă Gorj                                                                    | 28           | 0,00          |                        |                            |
| Gruparea independentă Roman                                                                   | 24           | 0,00          |                        |                            |
| Gruparea independentă Roman                                                                   | 21           | 0,00          |                        |                            |
| Gruparea independentă Roman                                                                   | 19           | 0,00          |                        |                            |
| Gruparea independentă Roman                                                                   | 19           | 0,00          |                        |                            |
| Gruparea independentă Roman                                                                   | 13           | 0,00          |                        |                            |
| Gruparea independentă Roman                                                                   | 12           | 0,00          |                        |                            |

Listele electorale cuprindeau un număr de 3.671.352 alegători, dintre care 2.840.680 au votat (~77%). Din voturile exprimate, 53.249 au fost anulate.

Senat
| Partid, grupare sau alianță         | Mandate Colegiu Universal | Mandate Colegii consilii comunale și consilii județene | Mandate totale |
| ----------------------------------- | ------------------------- | ------------------------------------------------------ | -------------- |
| Partidul Național-Țărănesc          | 110                       | 52                                                     | 162            |
| Partidul Maghiar                    | 3                         | 3                                                      | 6              |
| Partidul Național Liberal           | 0                         | 16                                                     | 16             |
| Mandate Senatori cf. Art. 4 lit c,d | 0                         | 0                                                      | 16             |
| Mandate Senatori de drept           | 0                         | 0                                                      | x              |
| Total                               | 113                       | 71                                                     | x              |